# Massac-Séran
Pour les articles homonymes, voir Massac et Séran.
Massac-Séran est une commune française située dans le département du Tarn, en région Occitanie. Sur le plan historique et culturel, la commune est dans le Lauragais, l'ancien « Pays de Cocagne », lié à la fois à la culture du pastel et à l’abondance des productions, et de « grenier à blé du Languedoc ».
Exposée à un climat océanique altéré, elle est drainée par le ruisseau d'en Tournié et par divers autres petits cours d'eau. La commune possède un patrimoine naturel remarquable composé d'une zone naturelle d'intérêt écologique, faunistique et floristique.
Massac-Séran est une commune rurale qui compte 493 habitants en 2022, après avoir connu une forte hausse de la population depuis 1975.  Elle fait partie de l'aire d'attraction de Toulouse. Ses habitants sont appelés les Massacois ou  Massacoises.

## Géographie

### Localisation
Commune de l'aire urbaine de Lavaur située au sud-est de Lavaur en Pays de Cocagne dans l'aire d'attraction de Toulouse.

### Communes limitrophes
Massac-Séran est limitrophe de quatre autres communes.
Les communes limitrophes sont  Lavaur, Marzens, Pratviel et Teyssode.
|         | Lavaur       |          |
| Marzens | Massac-Séran | Teyssode |
|         | Pratviel     |          |

Au nord-est, la commune de Fiac n'est qu'à une centaine de mètres du territoire communal.

### Géologie et relief
La commune est située dans la vallée de l'Agout. Sa superficie est de 852 hectares et son altitude varie de 147  à   274 mètres.

### Hydrographie
La commune est dans le bassin de la Garonne, au sein du bassin hydrographique Adour-Garonne. Elle est drainée par le ruisseau d'en Tournié et le ruisseau de la Barthe et par divers petits cours d'eau, qui constituent un réseau hydrographique de 10 km de longueur totale,.

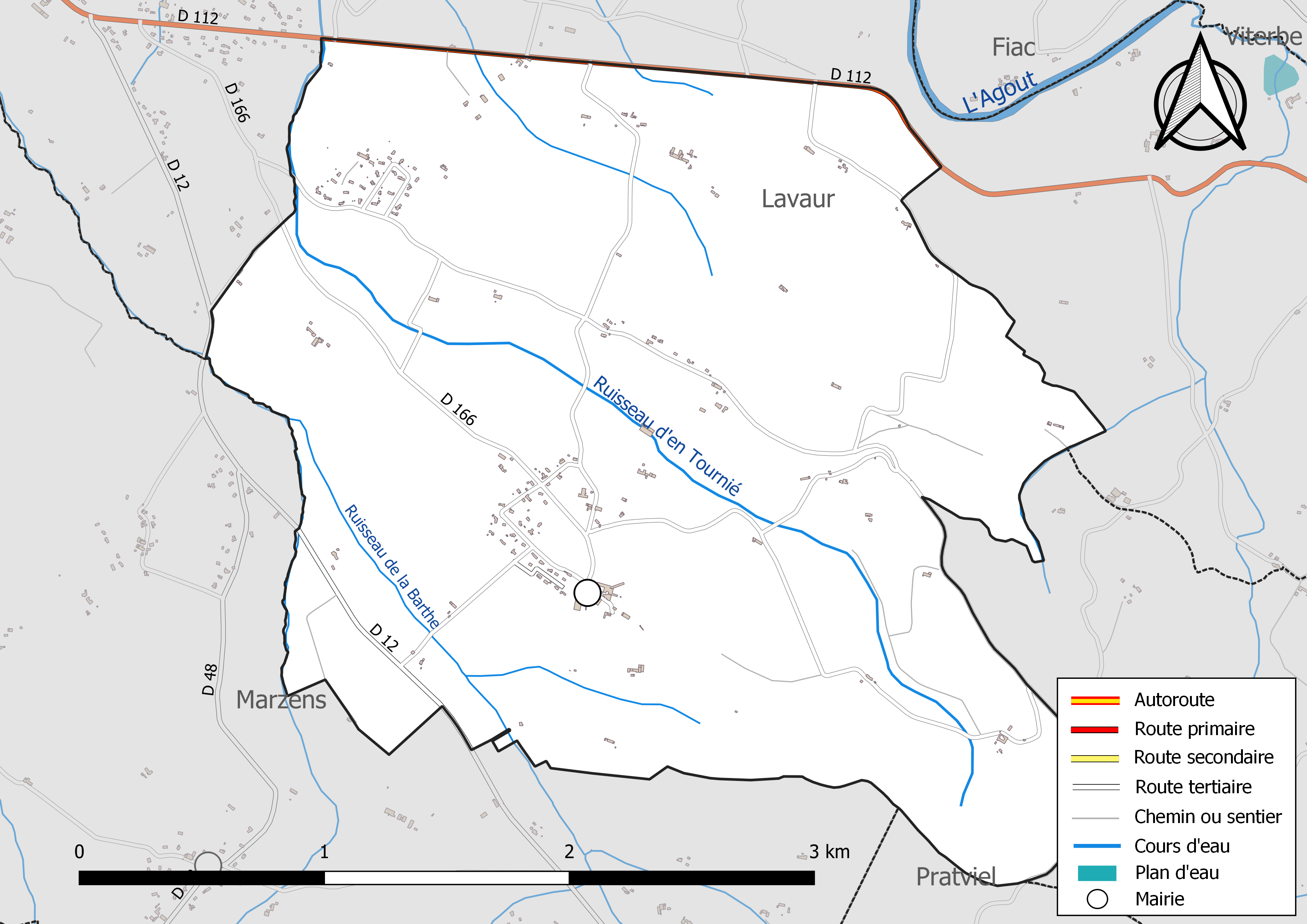
Réseaux hydrographique et routier de Massac-Séran.

### Climat
Pour des articles plus généraux, voir Climat de l'Occitanie et Climat du Tarn.
En 2010, le climat de la commune est de type climat du Bassin du Sud-Ouest, selon une étude du Centre national de la recherche scientifique s'appuyant sur une série de données couvrant la période 1971-2000. En 2020, Météo-France publie une typologie des climats de la France métropolitaine dans laquelle la commune est exposée à un climat océanique altéré et est dans la région climatique Aquitaine, Gascogne, caractérisée par une pluviométrie abondante au printemps, modérée en automne, un faible ensoleillement au printemps, un été chaud (19,5 °C), des vents faibles, des brouillards fréquents en automne et en hiver et des orages fréquents en été (15 à 20 jours).
Pour la période 1971-2000, la température annuelle moyenne est de 13,1 °C, avec une amplitude thermique annuelle de 15,8 °C. Le cumul annuel moyen de précipitations est de 781 mm, avec 9,4 jours de précipitations en janvier et 5,5 jours en juillet. Pour la période 1991-2020, la température moyenne annuelle observée sur la station météorologique de Météo-France la plus proche, « Lavaur », sur la commune de Lavaur à 5 km à vol d'oiseau, est de 13,6 °C et le cumul annuel moyen de précipitations est de 701,8 mm. 
La température maximale relevée sur cette station est de 42,6 °C, atteinte le 23 août 2023 ; la température minimale est de −18 °C, atteinte le 17 janvier 1987,,.
Les paramètres climatiques de la commune ont été estimés pour le milieu du siècle (2041-2070) selon différents scénarios d'émission de gaz à effet de serre à partir des nouvelles projections climatiques de référence DRIAS-2020. Ils sont consultables sur un site dédié publié par Météo-France en novembre 2022.

### Milieux naturels et biodiversité

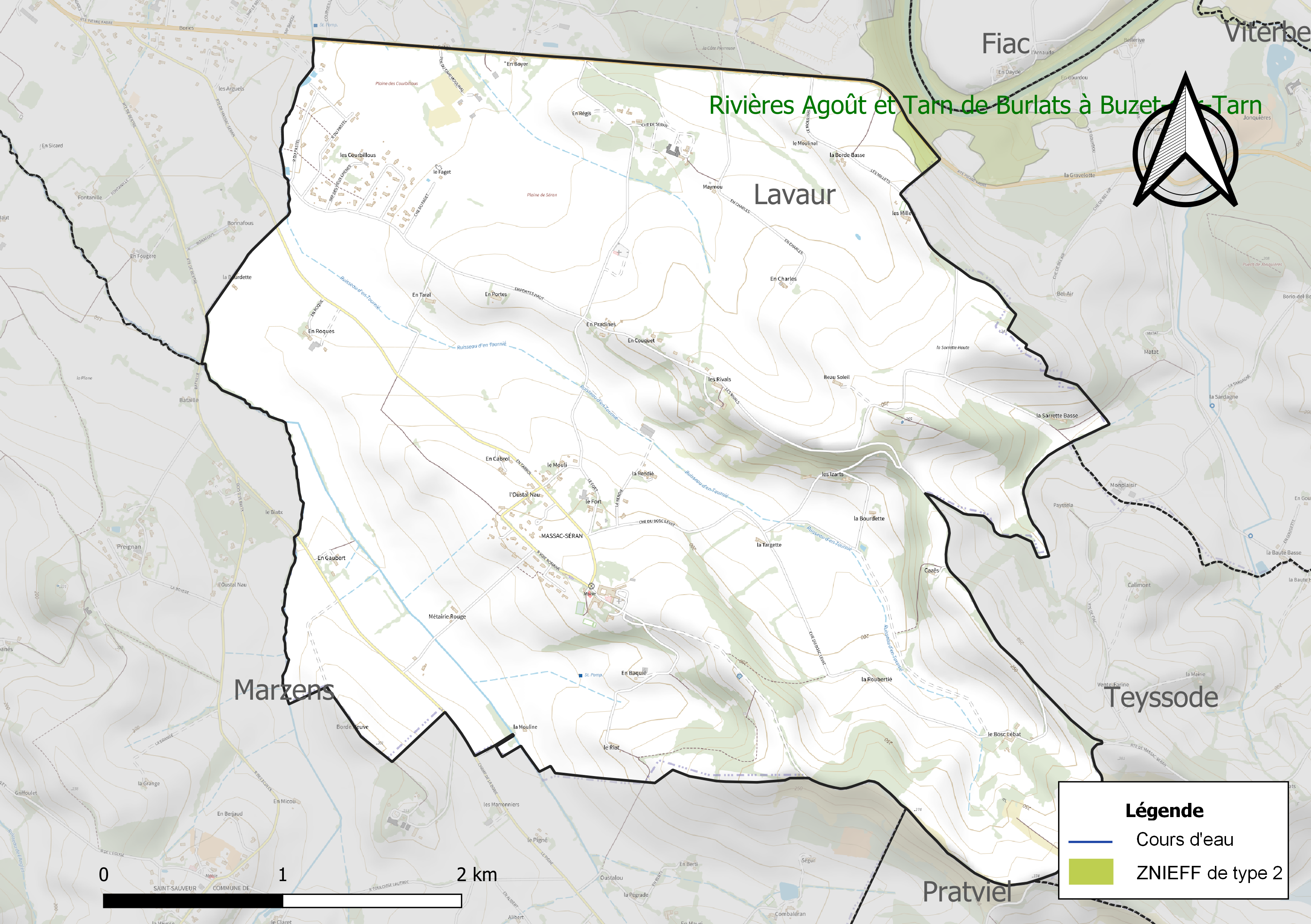
Carte de la ZNIEFF de type 2 localisée sur la commune.

L’inventaire des zones naturelles d'intérêt écologique, faunistique et floristique (ZNIEFF) a pour objectif de réaliser une couverture des zones les plus intéressantes sur le plan écologique, essentiellement dans la perspective d’améliorer la connaissance du patrimoine naturel national et de fournir aux différents décideurs un outil d’aide à la prise en compte de l’environnement dans l’aménagement du territoire.
Une ZNIEFF de type 2 est recensée sur la commune : les « rivières Agoût et Tarn de Burlats à Buzet-sur-Tarn » (1 364 ha), couvrant 24 communes du département.

## Urbanisme

### Typologie
Au 1er janvier 2024, Massac-Séran est catégorisée commune rurale à habitat dispersé, selon la nouvelle grille communale de densité à sept niveaux définie par l'Insee en 2022.
Elle est située hors unité urbaine. Par ailleurs la commune fait partie de l'aire d'attraction de Toulouse, dont elle est une commune de la couronne,. Cette aire, qui regroupe 527 communes, est catégorisée dans les aires de 700 000 habitants ou plus (hors Paris),.

### Occupation des sols
L'occupation des sols de la commune, telle qu'elle ressort de la base de données européenne d’occupation biophysique des sols Corine Land Cover (CLC), est marquée par l'importance des territoires agricoles (98,6 % en 2018), une proportion identique à celle de 1990 (98,6 %). La répartition détaillée en 2018 est la suivante :  terres arables (94,5 %), zones agricoles hétérogènes (4,1 %), forêts (1,4 %). L'évolution de l’occupation des sols de la commune et de ses infrastructures peut être observée sur les différentes représentations cartographiques du territoire : la carte de Cassini (XVIIIe siècle), la carte d'état-major (1820-1866) et les cartes ou photos aériennes de l'IGN pour la période actuelle (1950 à aujourd'hui).

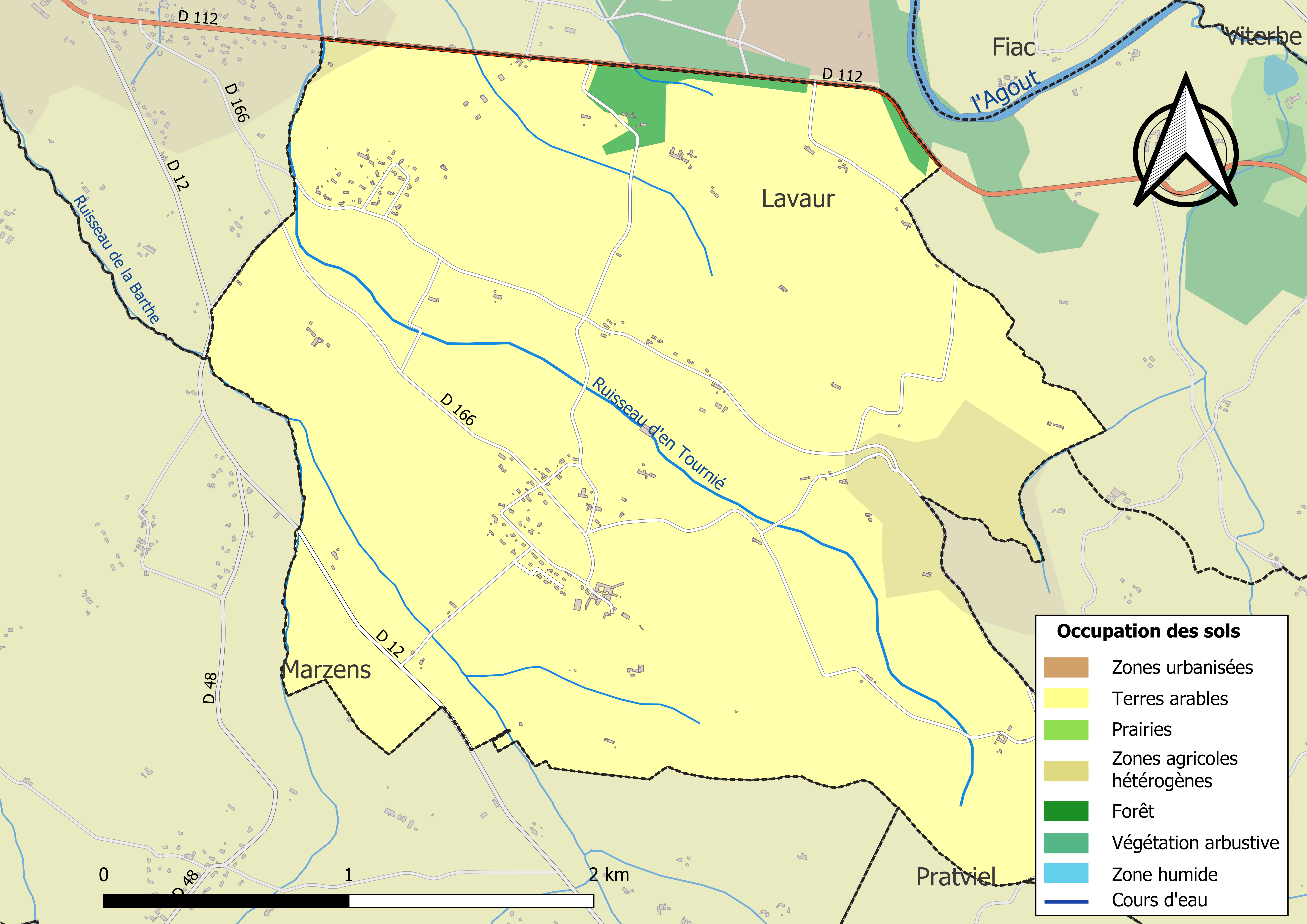
Carte des infrastructures et de l'occupation des sols de la commune en 2018 (CLC).

### Risques majeurs
Le territoire de la commune de Massac-Séran est vulnérable à différents aléas naturels : météorologiques (tempête, orage, neige, grand froid, canicule ou sécheresse), mouvements de terrains et séisme (sismicité très faible). Il est également exposé à un risque technologique,  le transport de matières dangereuses. Un site publié par le BRGM permet d'évaluer simplement et rapidement les risques d'un bien localisé soit par son adresse soit par le numéro de sa parcelle.

#### Risques naturels
Massac-Séran est exposée au risque de feu de forêt. En 2022, il n'existe pas de Plan de Prévention des Risques incendie de forêt (PPRif). Le débroussaillement aux abords des maisons constitue l’une des meilleures protections pour les particuliers contre le feu,.

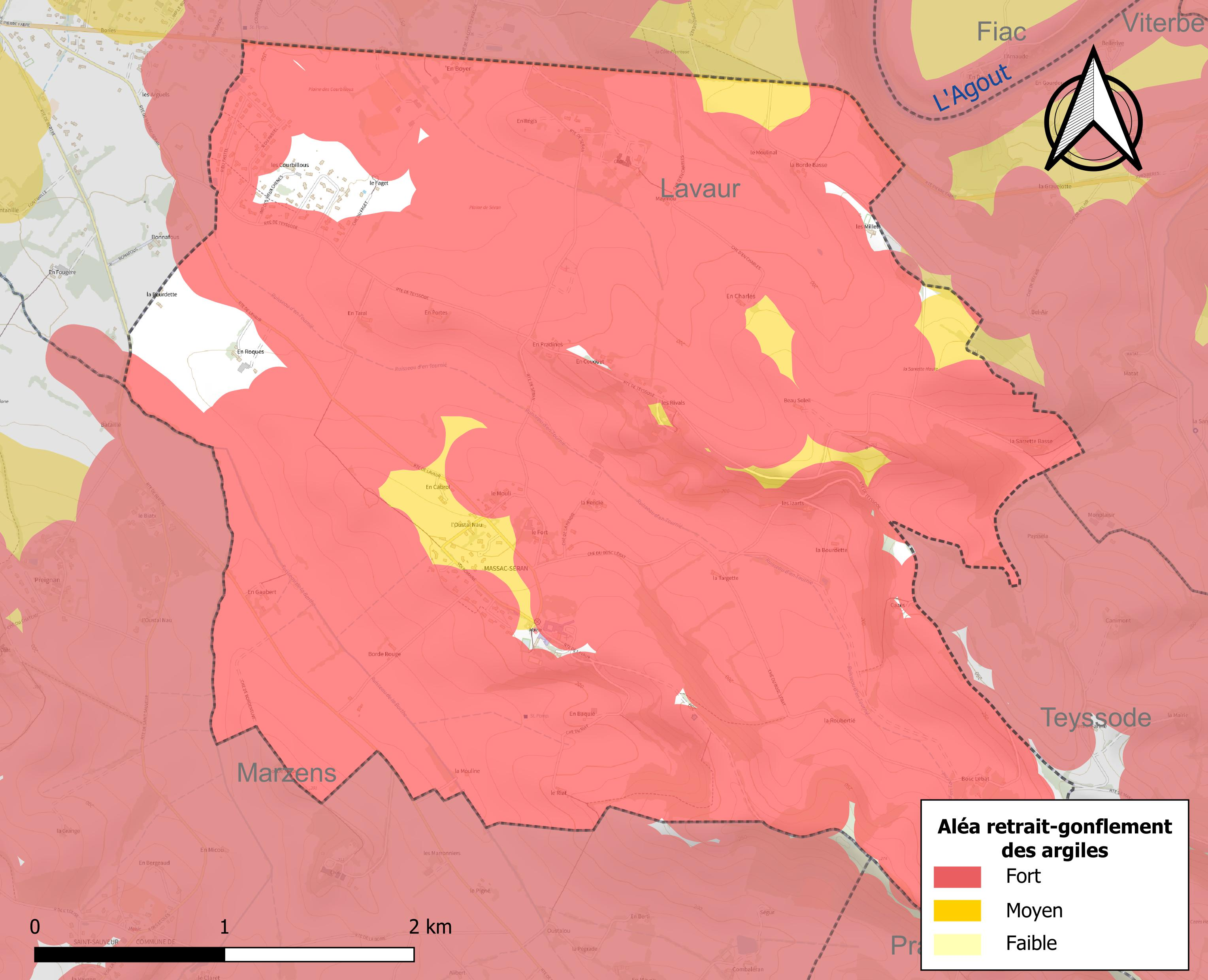
Carte des zones d'aléa retrait-gonflement des sols argileux de Massac-Séran.

La commune est vulnérable au risque de mouvements de terrains constitué principalement du retrait-gonflement des sols argileux. Cet aléa est susceptible d'engendrer des dommages importants aux bâtiments en cas d’alternance de périodes de sécheresse et de pluie. 95,5 % de la superficie communale est en aléa moyen ou fort (76,3 % au niveau départemental et 48,5 % au niveau national). Sur les 131 bâtiments dénombrés sur la commune en 2019, 105 sont en aléa moyen ou fort, soit 80 %, à comparer aux 90 % au niveau départemental et 54 % au niveau national. Une cartographie de l'exposition du territoire national au retrait gonflement des sols argileux est disponible sur le site du BRGM,.
Par ailleurs, afin de mieux appréhender le risque d’affaissement de terrain, l'inventaire national des cavités souterraines permet de localiser celles situées sur la commune.
La commune a été reconnue en état de catastrophe naturelle au titre des dommages causés par les inondations et coulées de boue survenues en 1982, 1992, 1996, 1997 et 2000.

#### Risques technologiques
Le risque de transport de matières dangereuses sur la commune est lié à sa traversée par des infrastructures routières ou ferroviaires importantes ou la présence d'une canalisation de transport d'hydrocarbures. Un accident se produisant sur de telles infrastructures est susceptible d’avoir des effets graves sur les biens, les personnes ou l'environnement, selon la nature du matériau transporté. Des dispositions d’urbanisme peuvent être préconisées en conséquence.

## Histoire

### Héraldique
| Massac-Séran | Son blasonnement est : Parti d'argent et de gueules à la bande brochant de l'un en l'autre. |

## Politique et administration

### Administration municipale
Le nombre d'habitants au recensement de 2017 étant compris entre 100 et 499, le nombre de membres du conseil municipal pour l'élection de 2020 est de 11,.

### Rattachements administratifs et électoraux
Commune faisant partie de la communauté de communes Tarn et Agout et du canton de Lavaur Cocagne (avant le redécoupage départemental de 2014, Massac-Séran faisait partie de l'ex-canton de Saint-Paul-Cap-de-Joux ).

### Liste des maires
| Période                                  | Période   | Identité         | Étiquette | Qualité |
| ---------------------------------------- | --------- | ---------------- | --------- | ------- |
| mars 2014                                | En cours  | Viviane Bonhomme | UMP       |         |
| mars 2008                                | mars 2014 | Guy Raynier      |           |         |
| mars 2001                                | mars 2008 | Guy Raynier      |           |         |
| Les données manquantes sont à compléter. |           |                  |           |         |

## Population et société

### Démographie
L'évolution du nombre d'habitants est connue à travers les recensements de la population effectués dans la commune depuis 1793. Pour les communes de moins de 10 000 habitants, une enquête de recensement portant sur toute la population est réalisée tous les cinq ans, les populations de référence des années intermédiaires étant quant à elles estimées par interpolation ou extrapolation. Pour la commune, le premier recensement exhaustif entrant dans le cadre du nouveau dispositif a été réalisé en 2007.

En 2022, la commune comptait 493 habitants, en évolution de +30,42 % par rapport à 2016 (Tarn : +2,52 %, France hors Mayotte : +2,11 %).
| 1793 | 1800 | 1806 | 1821 | 1831 | 1836 | 1841 | 1846 | 1851 |
| ---- | ---- | ---- | ---- | ---- | ---- | ---- | ---- | ---- |
| 159  | 201  | 234  | 181  | 378  | 368  | 348  | 391  | 366  |

| 1856 | 1861 | 1866 | 1872 | 1876 | 1881 | 1886 | 1891 | 1896 |
| ---- | ---- | ---- | ---- | ---- | ---- | ---- | ---- | ---- |
| 367  | 365  | 344  | 370  | 337  | 305  | 342  | 340  | 344  |

| 1901 | 1906 | 1911 | 1921 | 1926 | 1931 | 1936 | 1946 | 1954 |
| ---- | ---- | ---- | ---- | ---- | ---- | ---- | ---- | ---- |
| 359  | 312  | 308  | 309  | 295  | 316  | 373  | 380  | 359  |

| 1962 | 1968 | 1975 | 1982 | 1990 | 1999 | 2006 | 2007 | 2012 |
| ---- | ---- | ---- | ---- | ---- | ---- | ---- | ---- | ---- |
| 253  | 227  | 207  | 227  | 246  | 177  | 246  | 256  | 340  |

| 2017 | 2022 | - | - | - | - | - | - | - |
| ---- | ---- | - | - | - | - | - | - | - |
| 386  | 493  | - | - | - | - | - | - | - |

| selon la population municipale des années : | 1968 | 1975 | 1982 | 1990 | 1999 | 2006 | 2009 | 2013 |
| Rang de la commune dans le département      | 199  | 170  | 189  | 178  | 247  | 196  | 180  | 173  |
| Nombre de communes du département           | 326  | 324  | 324  | 324  | 324  | 323  | 323  | 323  |

### Enseignement
Massac-Séran fait partie de l'académie de Toulouse.
L’école privée Etienne-Martin est l’école du village et accueille les enfants de 3 à 10 ans.
Le collège Sainte-Germaine s'est installé dans la commune en 2009. 
Depuis 2019, l’école Etienne-Martin et le collège Sainte-Germaine forment l’ensemble scolaire Saint-François.
L'école Montessori du Pastel y a ouvert ses portes en septembre 2017, accueillant 2 classes : 3-6 ans (maternelle) et 6-12 ans (élémentaire).

### Sports
Chasse, randonnée pédestre,

## Économie

### Revenus
En 2018, la commune compte 132 ménages fiscaux, regroupant 370 personnes. La médiane du revenu disponible par unité de consommation est de 25 950 € (20 400 € dans le département).

### Emploi
|                | 2008  | 2013  | 2018  |
| -------------- | ----- | ----- | ----- |
| Commune        | 4,4 % | 3,8 % | 5,5 % |
| Département    | 8,2 % | 9,9 % | 10 %  |
| France entière | 8,3 % | 10 %  | 10 %  |

En 2018, la population âgée de 15 à 64 ans s'élève à 214 personnes, parmi lesquelles on compte 79,3 % d'actifs (73,7 % ayant un emploi et 5,5 % de chômeurs) et 20,7 % d'inactifs,. Depuis 2008, le taux de chômage communal (au sens du recensement) des 15-64 ans est inférieur à celui de la France et du département.
La commune fait partie de la couronne de l'aire d'attraction de Toulouse, du fait qu'au moins 15 % des actifs travaillent dans le pôle,. Elle compte 65 emplois en 2018, contre 71 en 2013 et 50 en 2008. Le nombre d'actifs ayant un emploi résidant dans la commune est de 162, soit un indicateur de concentration d'emploi de 40,2 % et un taux d'activité parmi les 15 ans ou plus de 58,8 %.
Sur ces 162 actifs de 15 ans ou plus ayant un emploi, 21 travaillent dans la commune, soit 13 % des habitants. Pour se rendre au travail, 88,4 % des habitants utilisent un véhicule personnel ou de fonction à quatre roues, 4,9 % les transports en commun, 2,4 % s'y rendent en deux-roues, à vélo ou à pied et 4,3 % n'ont pas besoin de transport (travail au domicile).

### Activités hors agriculture
28 établissements sont implantés  à Massac-Séran au 31 décembre 2019.
Le secteur des activités spécialisées, scientifiques et techniques et des activités de services administratifs et de soutien est prépondérant sur la commune puisqu'il représente 32,1 % du nombre total d'établissements de la commune (9 sur les 28 entreprises implantées  à Massac-Séran), contre 13,8 % au niveau départemental.

### Agriculture
|               | 1988 | 2000 | 2010 | 2020 |
| ------------- | ---- | ---- | ---- | ---- |
| Exploitations | 11   | 6    | 9    | 4    |
| SAU (ha)      | 489  | 318  | 604  | 238  |

La commune est dans le Lauragais tarnais, une petite région agricole située dans le sud-ouest du département du Tarn. En 2020, l'orientation technico-économique de l'agriculture  sur la commune est la polyculture et/ou le polyélevage. Quatre exploitations agricoles ayant leur siège dans la commune sont dénombrées lors du recensement agricole de 2020 (onze en 1988). La superficie agricole utilisée est de 238 ha,,.

## Culture locale et patrimoine

### Lieux et monuments
- Château de Séran.
- Église Saint-Martin de Massac-Séran. L'édifice est référencé dans la base Mérimée et à l'Inventaire général Région Occitanie[36]. Le mur oriental du chœur accueille une fresque monumentale réalisée en 1958 par Jacques Bringuier, qui représente les événements marquant de la vie de saint Martin.
- Chapelle du couvent Sainte-Anne des Pauvres Filles de Jésus de Massac-Séran.
- Église Saint-Étienne de Séran.

## Pour approfondir